# Claude Degliame
Claude Degliame est une actrice française.

## Filmographie complète

### Cinéma
- 2009 : Ah ! la libido, de Michèle Rosier : Paula
- 1998 : Riches, belles, etc., de Bunny Godillot
- 1990 : Docteur Petiot de Christian de Chalonge
- 1977 : L'Adieu nu de Jean-Henri Meunier : The passer-by
- 1972 : Paulina 1880 de Jean-Louis Bertuccelli : Femme #1
- 1969 : Les Gauloises bleues de Michel Cournot
- 1968 : Drôle de jeu de Pierre Kast et Jean-Daniel Pollet

### Télévision
- 1997 : Anne Le Guen - épisode #1.4 : Fatalité (série) : La femme de Barky
- 1989 : Les Jupons de la Révolution - épisode #1.4 : La Baïonnette de Mirabeau (série) : La chatte noire
- 1988 : Gandahar, film d'amin. : (Voix enregistrées)
- 1984 : Machinations (TV Series) : Maximova
- 1982 : La Sorcière, téléfilm de Charles Brabant : Athénaïs / La sorcière
- 1981 : Électre, téléfilm de Patrick Bureau : Le chœur
- 1981 : Le Petit Théâtre d'Antenne 2 - épisode 40 : Et Dieu créa le monde de Jacques Sternberg : Dieu
- 1981 : Les Fiançailles de feu, téléfilm de Pierre Bureau : La femme en mauve
- 1980 : Les Liaisons dangereuses, téléfilm de Charles Brabant : Marquise de Merteuil
- 1979 : Hamlet, téléfilm de Renaud Saint-Pierre : La reine
- 1979 : Il était un musicien - épisode #1.8 : Monsieur Albeniz : Rosina
- 1978 : Preuves à l'appui' - épisode pilote : Le tricheur à l'as de pique : Édith Mainbrune
- 1977 : Cinéma 16 - épisode : Tom et Julie de Nina Companeez : Sarah
- 1975 : Les Grands détectives - épisode : L'inspecteur Wens : Six hommes morts de Jean Herman (saison 1 épisode 1) :  Incarnacion
- 1974 : Schulmeister, l'espion de l'empereur - épisode : La Dame de Vienne (saison 2 épisode 2) : la comtesse
- 1973 : Arsène Lupin - épisode : Arsène Lupin prend des vacances (saison 2 épisode 2) : Dolorès
- 1972 : M. de Maupassant ou Le procès d'un valet de chambre, téléfilm de Jean-Pierre Marchand
- 1971 : Aux frontières du possible : épisode : Terreur au ralenti de Claude Boissol
- 1969 : Café du square - épisode #1.24

## Théâtre
- 1963 : Lumières de bohème de Ramón María del Valle-Inclán, mise en scène Georges Wilson, TNP Théâtre de Chaillot
- 1969 : Les Bacchantes d'Euripide, mise en scène Jean-Louis Thamin, Théâtre de l'Ouest parisien, Festival d'Avignon
- 1971 : Le Songe d'une nuit d'été de William Shakespeare, mise en scène Jean Gillibert, Théâtre de Chateauvallon
- 1971 : Les Ombres sur la mer de William Butler Yeats, mise en scène Jean Gillibert, Théâtre de Chateauvallon
- 1972 : La Célestine de Fernando de Rojas, mise en scène Jean Gillibert, Châteauvallon, Théâtre de l'Ouest parisien
- 1973 : La Célestine de Fernando de Rojas, mise en scène Jean Gillibert, Théâtre de Nice
- 1973 : Martin Luther et Thomas Münzer ou Les Débuts de la comptabilité de Dieter Forte, mise en scène Jo Tréhard et Michel Dubois, Théâtre de l'Est parisien
- 1974 : L'Odyssée pour une tasse de thé de Jean-Michel Ribes, mise en scène de l'auteur, Théâtre de la Ville
- 1975 : On loge la nuit-café à l'eau de Jean-Michel Ribes, mise en scène de l'auteur, Festival du Marais Hôtel de Donon, Espace Pierre Cardin
- 1975 : Omphalos Hotel de Jean-Michel Ribes, mise en scène Michel Berto, Théâtre national de Chaillot
- 1977 : Hier dans la nuit de Zelda "art drama-danse" de Denis Llorca, mise en scène Serge Keuten, Denis Llorca, Théâtre de la Plaine
- 1977 : Les gens déraisonnables sont en voie de disparition de Peter Handke, mise en scène Claude Régy, Théâtre des Amandiers
- 1978 : Hamlet de William Shakespeare, mise en scène Daniel Benoin, Festival de Saintes
- 1980 : Elle est là de Nathalie Sarraute, mise en scène Claude Régy, Théâtre d'Orsay
- 1982 : Grand et petit de Botho Strauss, mise en scène Claude Régy, TNP Villeurbanne, Théâtre de l'Odéon
- 1983 : Par les villages de Peter Handke, mise en scène Claude Régy, Théâtre national de Chaillot
- 1984 : Par les villages de Peter Handke, mise en scène Claude Régy, Nouveau théâtre de Nice
- 1984 : Faut-il choisir ? Faut-il rêver ? de Bruno Bayen, mise en scène de l'auteur, Théâtre national de Chaillot
- 1984 : L'Heureux Stratagème de Marivaux, mise en scène Jacques Lassalle, Théâtre national de Strasbourg
- 1985 : L'Heureux Stratagème de Marivaux, mise en scène Jacques Lassalle, Théâtre national de l'Odéon
- 1985 : Emilia Galotti de Gotthold Ephraïm Lessing, mise en scène Jacques Lassalle, Festival d'Avignon, Théâtre national de Strasbourg, Maison des arts et de la culture de Créteil
- 1986 : L'Échange de Paul Claudel, mise en scène Antoine Vitez, Théâtre national de Chaillot
- 1987 : L'Échange de Paul Claudel, mise en scène Antoine Vitez, Théâtre des Treize Vents
- 1987 : Éloge de la pornographie de Jean-Michel Rabeux, mise en scène de l'auteur, Théâtre Gérard Philipe
- 1988 : Onanisme avec troubles nerveux chez deux petites filles de Jean-Michel Rabeux d'après le Dr Démétrius Zambaco, mise en scène de l'auteur, Théâtre national de Chaillot, Théâtre national de Strasbourg, TNP Villeurbanne
- 1988 : Rencontres d'Alain Knapp, mise en scène de l'auteur, Théâtre national de Strasbourg
- 1989 : Phèdre d'après Racine, mise en scène Claude Degliame, Théâtre de la Bastille
- 1990 : L'Amie de leurs femmes de Luigi Pirandello, mise en scène Jean-Michel Rabeux, Maison de la Culture de Bourges, à l'E.D.A.C. de Poitiers, Théâtre de l'Athénée, Théâtre des Arts de Cergy-Pontoise
- 1991 : Phèdre d'après Racine, mise en scène Claude Degliame, Théâtre 140
- 1992 : Légèrement sanglant de Jean-Michel Rabeux, mise en scène de l'auteur, Nouveau théâtre d'Angers
- 1994 : Les Charmilles de Jean-Michel Rabeux, mise en scène de l'auteur, La Rose des vents
- 1995 : Les Charmilles de Jean-Michel Rabeux, mise en scène de l'auteur, Théâtre de la Bastille
- 1998 : Le Misanthrope de Molière, mise en scène Jacques Lassalle, Théâtre Vidy-Lausanne
- 1999 : Le Misanthrope de Molière, mise en scène Jacques Lassalle, MC93 Bobigny
- 1999 : Meurtres hors champ d'Eugène Durif, mise en scène Jean-Michel Rabeux, Théâtre Ouvert
- 2000 : L’Apocalypse joyeuse d'Olivier Py, mise en scène de l'auteur, CADO Orléans, Festival d'Avignon
- 2000 : Meurtres hors champ d'Eugène Durif, mise en scène Jean-Michel Rabeux, Rencontres d'été Chartreuse de Villeneuve-lès-Avignon
- 2000 : Phaedra's Love de Sarah Kane, mise en scène Renaud Cojo, Théâtre de la Bastille
- 2000 : Edmond de David Mamet, mise en scène Pierre Laville, Théâtre du Rond-Point
- 2001 : L’Apocalypse joyeuse d'Olivier Py, mise en scène de l'auteur, Théâtre Nanterre-Amandiers
- 2002 : L’Homosexuel ou la difficulté de s’exprimer de Copi, mise en scène Jean-Michel Rabeux, Théâtre de la Bastille
- 2003 : Déshabillages (Comédie mortelle) de Jean-Michel Rabeux, mise en scène de l'auteur, Théâtre de la Bastille
- 2004 : Feu l'amour avec trois pièces de Georges Feydeau : On purge bébé, Léonie est en avance, Hortense a dit « j'm'en fous », mise en scène Jean-Michel Rabeux, MC93 Bobigny, Théâtre de Lorient
- 2005 : Le Sang des Atrides d'après Eschyle, mise en scène Jean-Michel Rabeux, La Rose des vents, Théâtre Daniel Sorano, Théâtre Garonne, Théâtre de la Bastille
- 2006 : Emmène-moi au bout du monde… ! de Blaise Cendrars, mise en scène Jean-Michel Rabeux, Théâtre de la Bastille, Théâtre du Chaudron
- 2007 : Le Songe d’une nuit d’été de William Shakespeare, mise en scène Jean-Michel Rabeux, MC93 Bobigny
- 2007 : Un chapeau de paille d'Italie d'Eugène Labiche, Marc-Michel, mise en scène Jean-Baptiste Sastre, Théâtre national de Chaillot
- 2008 : Un chapeau de paille d'Italie d'Eugène Labiche, Marc-Michel, mise en scène Jean-Baptiste Sastre, Comédie de Reims, Le Quartz, Théâtre national de Toulouse Midi-Pyrénées, tournée
- 2008 : Onanisme avec troubles nerveux chez deux petites filles de Jean-Michel Rabeux d'après le Dr Démétrius Zambaco, MC93 Bobigny
- 2009 : Blanche-Neige de Robert Walser, mise en scène Sylvie Reteuna, La Rose des vents, tournée
- 2009 : Le Cauchemar de Jean-Michel Rabeux, mise en scène de l'auteur, Théâtre de la Bastille, La Rose des vents
- 2011 : Livre des chroniques III d'après António Lobo Antunes, mise en scène Jean-Michel Rabeux, MC93 Bobigny
- 2011 : La Nuit des rois d'après William Shakespeare, mise en scène Jean-Michel Rabeux, La Rose des vents, MC93 Bobigny
- 2012 : Dark Spring (Sombre printemps) d'après Unica Zürn, mise en scène Bruno Geslin, Théâtre des Treize Vents
- 2012 : Les Quatre Jumelles de Copi, mise en scène Jean-Michel Rabeux, Tours
- 2015 : "Au bord" de Claudine Galéa, mise en scène Jean-Michel Rabeux, Festival TRANSPANTIN
- 2017 : Aglaé, mise en scène Jean-Michel Rabeux, Théâtre du Rond-point, Paris

## Doublage
- Faye Dunaway dans :
  - Chinatown (1974) - Evelyn Mulwray
  - After the fall (1974) - Maggie